# Pseudanthessius sauvagei
Pseudanthessius sauvagei är en kräftdjursart som beskrevs av Canu 1892. Pseudanthessius sauvagei ingår i släktet Pseudanthessius, och familjen Pseudanthessidae. Arten är reproducerande i Sverige.